# Simmenthal II
Wyrok Trybunału Sprawiedliwości z 9 marca 1978 wydany w trybie prejudycjalnym w sprawie 106/77 Amministrazione delle Finanze dello Stato a Simmenthal SA (Zb. orz. 1978, s. 629).

## Stan faktyczny
Włoska ustawa nakładająca na importerów opłaty weterynaryjne została uznana za niezgodną z prawem wspólnotowym (orzeczenie Simmenthal I). W związku z tym powstał problem, ponieważ prawo włoskie nie dawało sędziom krajowym prawa do samodzielnego niestosowania ustaw krajowych (musieli oni czekać na uchylenie ich przez włoski Trybunał Konstytucyjny).

## Treść wyroku
- Przepisy Traktatu i bezpośrednio skuteczne środki przyjęte na jego podstawie, od momentu wejścia w życie skutkują automatycznym niestosowaniem niezgodnych z nimi przepisów prawa krajowego. Przepisy te stanowią integralną część porządku prawnego państw członkowskich i mają pierwszeństwo przed normami prawa krajowego .
- Każdy sąd krajowy w zakresie przyznanej mu jurysdykcji, zobowiązany jest do stosowania prawa wspólnotowego i ochrony zagwarantowanych praw podmiotowych. W związku z tym zobowiązany jest do niestosowania przepisów krajowych niezgodnych z prawem wspólnotowym. Nie ma znaczenia fakt, czy przepis krajowy jest wcześniejszy bądź późniejszy w stosunku do prawa wspólnotowego.
- Sąd krajowy, w zakresie przyznanej mu jurysdykcji, zobowiązany jest do zapewnienia pełnej efektywności przepisów prawa wspólnotowego. W razie konieczności, jest zobowiązany do odmowy stosowania wszelkich, nawet późniejszych, sprzecznych z nimi przepisów ustawodawstwa krajowego. Nie można przy tym wymagać od niego wnioskowania ani oczekiwania na zniesienie tych przepisów w drodze ustawodawczej lub w jakimkolwiek innym trybie konstytucyjnym.

źródło: http://curia.europa.eu/

## Komentarz
Orzeczenie Simmenthal II uczyniło znaczący wkład dla rozwoju zasady pierwszeństwa prawa wspólnotowego. Przyznaje sędziom krajowym uprawnienie do samodzielnego niestosowania prawa krajowego niezgodnego z prawem wspólnotowym. Tym samym proklamuje absolutne pierwszeństwo stosowania prawa wspólnotowego, bez konieczności czekania na uchylenie niezgodnych z nim norm prawa krajowego.
Orzeczenie Simmenthal II utwierdza także wyłączenie zasady "ustawa późniejsza uchyla ustawę wcześniejszą" (lex posterior derogat legi priori) w relacji prawa krajowego do prawa wspólnotowego.